# Nouilhan
Nouilhan település Franciaországban, Hautes-Pyrénées megyében. Lakosainak száma 230 fő (2022. január 1.). Nouilhan Maubourguet, Caixon, Larreule és Vic-en-Bigorre községekkel határos.

## Népesség
A település népességének változása:
| Lakosok száma | 198  | 196  | 202  | 200  | 208  | 216  | 224  | 227  | 230  |
|               | 2013 | 2015 | 2016 | 2017 | 2018 | 2019 | 2020 | 2021 | 2022 |